# Schiefermühle (Weißenbrunn)
Schiefermühle ist eine Wüstung auf dem Gemeindegebiet von Weißenbrunn im Landkreis Kronach (Oberfranken, Bayern).

## Geografie
Die Einöde liegt auf einer Höhe von 294 m ü. NHN am Leßbach, einem linken Zufluss der Rodach.

## Geschichte
Gegen Ende des 18. Jahrhunderts gehörte Schiefermühle zur Realgemeinde Hummendorf. Das Hochgericht übte das Rittergut Schmölz-Theisenort aus. Es hatte ggf. an das bambergische Centamt Kronach auszuliefern. Die Grundherrschaft über die Schneidmühle hatte das Rittergut Schmölz-Theisenort inne.
Mit dem Gemeindeedikt wurde Schiefermühle dem 1808 gebildeten Steuerdistrikt Küps und der 1818 gebildeten Ruralgemeinde Hummendorf zugewiesen. In den amtlichen Ortsverzeichnissen nach 1964 wurde der Ort nicht mehr aufgelistet. In einer topographischen Karte von 1968 wurde die „Schiefer-Schneid-M[ühle]“ letztmals namentlich erwähnt. Das Mühlgebäude wurde noch in einer topographischen Karte von 1998 gekennzeichnet. Heute steht an gleicher Stelle Haus Nr. 10 der Ortsstraße „Zur Schiefermühle“.

### Einwohnerentwicklung
| Jahr      | 001818 | 001861 | 001871 | 001885 | 001900 | 001925 | 001950 | 001961 |
| Einwohner |        | 5      | 10     | *      | +      | +      | +      | +      |
| Häuser    | 1      |        |        | *      | +      | +      | +      | +      |
| Quelle    | [ 8 ]  | [ 9 ]  | [ 10 ] | [ 11 ] | [ 12 ] | [ 13 ] | [ 14 ] | [ 15 ] |

## Religion
Der Ort war ursprünglich rein evangelisch-lutherisch und nach Weißenbrunn gepfarrt.

## Weblink
- Schiefermühle in der Ortsdatenbank des bavarikon, abgerufen am 20. August 2021.